# Episodi di Versailles (seconda stagione)
La seconda stagione della serie televisiva Versailles, composta da dieci episodi, è stata trasmessa sul canale via cavo francese Canal+ dal 27 marzo al 24 aprile 2017.
In Italia la stagione è stata interamente pubblicata sulla piattaforma streaming on demand Netflix il 15 gennaio 2018.
| nº | Titolo originale               | Titolo italiano | Prima TV Francia | Pubblicazione Italia |
| -- | ------------------------------ | --------------- | ---------------- | -------------------- |
| 1  | Labyrinthe                     | Episodio 1      | 27 marzo 2017    | 15 gennaio 2018      |
| 2  | Un murmure doux et léger       | Episodio 2      | 27 marzo 2017    | 15 gennaio 2018      |
| 3  | Quis Custodiet Ipsos Custodes? | Episodio 3      | 3 aprile 2017    | 15 gennaio 2018      |
| 4  | Miasme                         | Episodio 4      | 3 aprile 2017    | 15 gennaio 2018      |
| 5  | Guerre et paix                 | Episodio 5      | 10 aprile 2017   | 15 gennaio 2018      |
| 6  | Les sables du temps            | Episodio 6      | 10 aprile 2017   | 15 gennaio 2018      |
| 7  | Une nuit                       | Episodio 7      | 17 aprile 2017   | 15 gennaio 2018      |
| 8  | Nouveau régime                 | Episodio 8      | 17 aprile 2017   | 15 gennaio 2018      |
| 9  | Sept Ombres                    | Episodio 9      | 24 aprile 2017   | 15 gennaio 2018      |
| 10 | De pierres et de sang          | Episodio 10     | 24 aprile 2017   | 15 gennaio 2018      |

## Episodio 1
- Titolo originale: Labyrinthe
- Diretto da: Thomas Vincent
- Scritto da: Simon Mirren (soggetto) e David Wolstencroft (soggetto e sceneggiatura)

### Trama
Luigi ha tutte le ragioni per essere contento: il suo palazzo cresce e suscita l'ammirazione del mondo intero; le sue truppe si preparano a invadere l'Olanda e schiacciare Guglielmo d'Orange, dopo che Fabien ha salvato il Delfino dalle grinfie di Rohan. Tuttavia, il re rimane perseguitato dagli incubi, la sua paranoia aumenta, mentre suo fratello, Filippo, si rifiuta di mettere piede a Versailles. Ma Luigi trova forza e conforto tra le braccia della sua favorita, madame de Montespan, incinta del loro bambino, la cui influenza continua a crescere, con dispiacere di coloro che circondano il re, a cominciare dalla regina Maria Teresa. Eppure Luigi ha ragione ad avere paura: i veleni si diffondono a Versailles, gli omicidi si moltiplicano e gli assassini restano irreperibili.
- Guest star: Lizzie Brocheré (Claudine Masson), Mark Rendall (Thomas Beaumont), George Webster (Guglielmo d'Orange), Geoffrey Bateman (Bossuet), Steve Cumyn (Jean-Baptiste Colbert), Joe Sheridan (Louvois), Alexis Michalik (Rohan), Noémie Schmidt (Enrichetta d'Inghilterra), Crystal Shepherd-Cross (madame De Reynaud).

## Episodio 2
- Titolo originale: Un murmure doux et léger
- Diretto da: Thomas Vincent
- Scritto da: Simon Mirren (soggetto) e David Wolstencroft (soggetto e sceneggiatura)

### Trama
La Chiesa insorge contro il re, invitandolo a porre fine alla sua relazione adultera con Madame de Montespan. Il vescovo Bossuet si allea con padre Pascal, che era venuto a corte su richiesta della regina per ristabilire l'ordine e la moralità nel palazzo. Ma Luigi rimane sordo alle loro ingiunzioni. Riesce a convincere Filippo a tornare a Versailles, o meglio a costringerlo a farlo, restituendogli il Chevalier de Lorraine che aveva mandato in esilio in Italia. In cambio, Filippo deve sposare la donna che Luigi ha scelto per lui: Elisabetta Carlotta del Palatinato. Fabien continua la sua indagine sui veleni con l'aiuto di Sophie che le fa da spia nei salotti. Madame de Montespan teme che il re perda interesse per lei quando partorirà. Si sforza di preservare il suo amore grazie ai consigli e agli afrodisiaci che le dà madame Agathe.
- Guest star: Lizzie Brocheré (Claudine Masson), Mark Rendall (Thomas Beaumont), Geoffrey Bateman (Bossuet), Steve Cumyn (Jean-Baptiste Colbert), Joe Sheridan (Louvois), Gilly Gilchrist (Jacques), James Joint (padre Pascal), Crystal Shepherd-Cross (madame De Reynaud), Camille Rutherford (Odile).

## Episodio 3
- Titolo originale: Quis Custodiet Ipsos Custodes?
- Diretto da: Thomas Vincent
- Scritto da: Andrew Bampfield

### Trama
I veleni continuano a diffondersi e le indagini di Fabien sono a un punto morto. Le decisioni del re sono criticate, come la nomina di Cassel alla carica di ministro della giustizia. Per assicurarsi che Cassel sia tenuto sotto completa sorveglianza, Luigi decide di sposarlo con Sophie, che trova conforto in Enrichetta, di cui è diventata dama di compagnia. Il matrimonio di Filippo ed Elisabetta viene celebrato, ma Filippo, sotto la pressione di Chevalier, non riesce ad adempiere al suo dovere coniugale. A corte, Madeleine de Foix si ribella alla nomina di Cassel: aveva ucciso tutti i pretendenti alla carica di ministro della giustizia per far sì che fosse assegnata a suo figlio Gaston. Madame de Montespan porta a corte la sua amica, l'umile madame Scarron, per farla diventare la governante di suo figlio.
- Guest star: Lizzie Brocheré (Claudine Masson), Mark Rendall (Thomas Beaumont), Geoffrey Bateman (Bossuet), Steve Cumyn (Jean-Baptiste Colbert), Joe Sheridan (Louvois), James Joint (padre Pascal), Camille Rutherford (Odile).

## Episodio 4
- Titolo originale: Miasme
- Diretto da: Thomas Vincent
- Scritto da: Andrew Bampfield

### Trama
Madeleine de Foix è incarcerata per omicidio per avvelenamento. Prima del suo ultimo respiro, manda Gaston dall'unica persona che può aiutarlo a riconquistare lo status a corte, Madame Agathe. A palazzo, la figlia di Luigi e madame de Montespan si ammala gravemente. Se Madame Scarron e Claudine sono molto preoccupate, madame de Montespan finge disperazione per non allontanare il re. Luigi vede questa malattia come un segnale di Dio. A corte, il Chevalier de Lorraine annega nei narcotici e sperpera i soldi di Filippo al gioco d'azzardo, sperando invano di attirare l'attenzione del suo amante. Sophie scopre a sue spese la crudeltà del marito, Cassel, che ne fa la sua preda. Ma il predatore è a sua volta in pericolo quando Thomas, un giovane drammaturgo assunto dal re per scrivere la storia "ufficiale" di Versailles, lo costringe a fornirgli informazioni riservate.
- Guest star: Lizzie Brocheré (Claudine Masson), Mark Rendall (Thomas Beaumont), George Webster (Guglielmo d'Orange), Geoffrey Bateman (Bossuet), Steve Cumyn (Jean-Baptiste Colbert), Joe Sheridan (Louvois), Gilly Gilchrist (Jacques), James Joint (padre Pascal), Gérard Watkins (Johan de Witt).

## Episodio 5
- Titolo originale: Guerre et paix
- Diretto da: Mike Barker
- Scritto da: Andrew Bampfield e David Wolstencroft

### Trama
Luigi è sopraffatto da una terribile insonnia che alimenta la sua paranoia. Licenzia Fabien dai suoi doveri e si isola sempre di più da coloro che lo circondano, ad eccezione di madame de Montespan. Fabien va a vivere con Claudine per iniziare una nuova vita, mentre Claudine continua le sue indagini per scoprire l'origine dei veleni. Gaston de Foix ha stretto un patto con Agathe: una volta tornato in auge a corte, dovrà aiutare madame de Montespan a eliminare i suoi nemici, ed allargare la clientela della strega. Luigi decide di affidare la guerra con l'Olanda a Filippo, con stupore di tutti. Ma la paranoia del re prevale e, ansioso di assicurarsi la gloria e di fuggire dal palazzo che lo opprime, Luigi decide finalmente di combattere in prima persona sul campo di battaglia. Filippo, umiliato, trova un conforto inaspettato tra le braccia di Elisabetta. Consumato dalla gelosia, Chevalier seduce Isabelle, la giovane nipote di Colbert appena arrivata a Versailles.
- Guest star: Lizzie Brocheré (Claudine Masson), Mark Rendall (Thomas Beaumont), Geoffrey Bateman (Bossuet), Steve Cumyn (Jean-Baptiste Colbert), Joe Sheridan (Louvois), James Joint (padre Pascal), Ned Dennehy (padre Etienne), Phareelle Onoyan (Isabelle), Camille Rutherford (Odile).

## Episodio 6
- Titolo originale: Les sables du temps
- Diretto da: Mike Barker
- Scritto da: Tim Loane (sceneggiatura), Andrew Bampfield (soggetto) e David Wolstencroft (soggetto)

### Trama
L'esercito del re ottiene diverse vittorie sul fronte olandese, ma questo non basta a Luigi che vuole schiacciare l'Olanda e mettere a terra Guglielmo d'Orange. La fretta lo porta a sottovalutare l'astuzia di Guglielmo che attira Luigi in una trappola e costringe il suo esercito a ritirarsi. Durante questo periodo, a corte, Maria Teresa assicura una reggenza pia e austera. Ma la sua autorità è messa in discussione dai cortigiani, a cominciare da Filippo, che assume il ruolo di re per un giorno durante la visita del Sultano di Bijapur. Filippo si lascia prendere dal gioco, spinto da madame de Montespan, e disobbedisce agli ordini della regina organizzando una serata lasciva nei suoi appartamenti. Madame de Montespan approfitta di questa serata per spingere Isabelle, che vede come una potenziale rivale, ai peggiori eccessi. Nel villaggio, Claudine ha finalmente scoperto la fonte dei veleni, ma ha anche attirato l'attenzione di pericolosi criminali.
- Guest star: Lizzie Brocheré (Claudine Masson), Mark Rendall (Thomas Beaumont), George Webster (Guglielmo d'Orange), Geoffrey Bateman (Bossuet), Steve Cumyn (Jean-Baptiste Colbert), Joe Sheridan (Louvois), Ned Dennehy (padre Etienne), Phareelle Onoyan (Isabelle), Nathan Willcocks (duca di Lussemburgo), Hannah Arterton (Suor Hermione), Camille Rutherford (Odile).

## Episodio 7
- Titolo originale: Une nuit
- Diretto da: Mike Barker
- Scritto da: Andrew Bampfield

### Trama
Luigi e Guglielmo d'Orange intraprendono uno spietato faccia a faccia. In un gioco del gatto col topo, si misurano, si osservano, si sfidano. Al termine del confronto, Luigi esce finalmente dal torpore che lo paralizzava e gli faceva temere la creazione della reggia di Versailles. Caricato di nuova energia, torna a corte, lasciandosi alle spalle i suoi demoni. A palazzo, la costernazione è totale dopo la morte di Isabelle. Maria Teresa cerca di convincere Fabien a riprendere le sue funzioni di capo della polizia. Madame de Montespan si sente sempre più isolata e comincia a dubitare della sincerità della sua amica, madame Scarron, che potrebbe essere innamorata di Luigi. La complicità tra Filippo ed Elisabetta si rafforza, lasciando Chevalier amareggiato e disperato.
- Guest star: Mark Rendall (Thomas Beaumont), George Webster (Guglielmo d'Orange), Steve Cumyn (Jean-Baptiste Colbert), Joe Sheridan (Louvois), Noémie Schmidt (Enrichetta d'Inghilterra), Phareelle Onoyan (Isabelle), Nathan Willcocks (duca di Lussemburgo), Hannah Arterton (Suor Hermione).

## Episodio 8
- Titolo originale: Nouveau régime
- Diretto da: Louis Choquette
- Scritto da: Andrew Bampfield (soggetto e sceneggiatura), David Wolstencroft (soggetto) e Tim Loane (soggetto)

### Trama
Luigi è determinato a riprendere il controllo del suo palazzo e della sua vita. Inizia ponendo fine alla sua relazione con madame de Montespan. Umiliata davanti alla corte, si risolve all'impensabile: se Dio l'ha abbandonata, si dovrà rivolgere al diavolo. Elisabetta si ammala gravemente, facendo temere un avvelenamento. Ma la diagnosi decade: lei è incinta. Il duca di Cassel, avvelenato da Sophie, sta lentamente morendo. Sapendo che è giunta la sua ora, rivela a Luigi le vere intenzioni di Thomas. Le malefatte di Gaston de Foix finiscono per rivoltarsi contro di lui quando i coniugi Maquet, stremati dal suo ricatto, finiscono i loro giorni tra le mura di Versailles. Fabien accetta di tornare al servizio del re, determinato a vendicare la morte di Claudine e porre finalmente fine all'affare dei veleni.
- Guest star: Mark Rendall (Thomas Beaumont), Geoffrey Bateman (Bossuet), Steve Cumyn (Jean-Baptiste Colbert), Joe Sheridan (Louvois), Ned Dennehy (padre Etienne), Nathan Willcocks (duca di Lussemburgo), Camille Rutherford (Odile).

## Episodio 9
- Titolo originale: Sept Ombres
- Diretto da: Louis Choquette
- Scritto da: Tim Loane (soggetto e sceneggiatura), Andrew Bampfield (soggetto) e David Wolstencroft (soggetto)

### Trama
Madame de Montespan suggella un patto con il diavolo partecipando a una messa nera, celebrata dal sacerdote sconsacrato Etienne Guibourg. Poco dopo Fabien e i suoi uomini interrompono il rito satanico, ma Madame de Montespan riesce a scappare senza essere vista. A corte, Filippo esegue assiduamente gli ordini di Luigi e si avvicina a Thomas. Chevalier, consumato dalla gelosia, è determinato a combattere ed eliminare il suo nuovo rivale. La gioia della gravidanza di Elisabetta lascia il posto all'angoscia quando apprende che il suo popolo è stato decimato dagli eserciti del re.
- Guest star: Mark Rendall (Thomas Beaumont), Geoffrey Bateman (Bossuet), Joe Sheridan (Louvois), Ned Dennehy (padre Etienne), Camille Rutherford (Odile).

## Episodio 10
- Titolo originale: De pierres et de sang
- Diretto da: Louis Choquette
- Scritto da: Andrew Bampfield e Tim Loane

### Trama
L'arresto di Agathe sconvolge il palazzo. Madame de Montespan e Gaston de Foix si nascondono mentre le guardie reali arrestano uno per uno i nobili implicati nell'affare dei veleni. Umiliata dalla sua caduta, una Montespan braccata prepara la sua vendetta. Thomas capisce di essere stato smascherato e prepara la fuga con Sophie. Filippo perde quasi la vita cercando di fermarlo, ma il Chevalier de Lorreine ottiene finalmente la sua vendetta e salva la vita del suo amato. Il male è stato finalmente sradicato da Versailles. Mentre la strega brucia sul rogo ed esorta il popolo a ribellarsi contro il loro tirannico re, Luigi rimane impassibile.
- Guest star: Mark Rendall (Thomas Beaumont), Geoffrey Bateman (Bossuet), Steve Cumyn (Jean-Baptiste Colbert), Joe Sheridan (Louvois), Nathan Willcocks (duca di Lussemburgo), Camille Rutherford (Odile).